# 75 mm Mle GPII
Il Canon de 75 Modèle Grande Portée II, abbreviato in 75 Mle GPII era un cannone da campagna belga, impiegato nella seconda guerra mondiale. L'azienda armiera Cockerill incavalcò le bocche da fuoco 75 mm Mle 1905 TR allungate sugli affusti dei cannoni ex tedeschi da 7,7 cm FK 16 ceduti in riparazione dei danni della prima guerra mondiale, in modo da convertirli alla munizione standard belga da 75 mm. Dopo l'invasione tedesca del Belgio, i pezzi catturati dalla Wehrmacht vennero riutilizzati come 7,5 cm Feldkanone 234(b).